# 이스라엘의 시리아 침공
2024년 12월 8일 아사드 정권이 무너진 후 이스라엘 기갑부대는 시리아와 이스라엘이 점령한 골란고원 사이에 있는 유엔 철수 감시군 (UNDOF) 완충지대에 진입하여 포병 사격으로 쿠네이트라 주 중부 시골을 공격했다. 이 작전은 1974년 5월 31일 욤 키푸르 전쟁 이후 휴전 협정이 체결된 이후 50년 만에 이스라엘군이 이 지역을 점령한 첫 사례이다.
다마스쿠스 함락 후 이스라엘 총리 베냐민 네타냐후는 시리아 아랍군이 위치를 포기한 이후 1974년 시리아와 맺은 국경 협정이 파기되었으며, 어떠한 위협도 발생하지 않도록 하기 위해 이스라엘 방위군 (IDF)이 1974년 IDF가 철수한 퍼플 라인을 시리아의 새 정부와 협정이 이루어질 때까지 일시적으로 인수하도록 명령했다고 밝혔다. 이스라엘 공군 과 해군은 동시에 바샨 화살 작전(מבצע חץ הבשן)이라는 작전으로 시리아 전역의 군사 목표물에 대한 광범위한 공격을 시작했다.
국방부 장관 이스라엘 카츠 는 12월 9일 IDF에 구체적인 군사 목표를 제시했는데, 여기에는 완충 지대와 인근 위치를 완전히 점령하고, 완충 지대 너머로 확장되어 중화기와 군사 인프라가 없는 안전 구역을 만들고, 시리아를 거쳐 레바논으로 가는 이란의 무기 밀수 경로를 차단하는 것이 포함되었다.

## 같이 보기
- 2024년 다마스쿠스 주재 이란 영사관 공습